# Ulrich Fröschle
Ulrich Fröschle (* 1963 in Leonberg) ist ein deutscher Germanist und Kulturhistoriker. 

## Leben
Ulrich Fröschle war zunächst sechs Jahre Soldat auf Zeit bei der Bundeswehr und durchlief eine Ausbildung zum Offizier des Truppendienstes des Heeres (ohne Studium). Er diente bei der Fallschirmjägertruppe, sein letzter Dienstgrad war Oberstleutnant der Reserve.
Danach studierte er Germanistik, Neuere deutsche Geschichte, Geschichte Ost- und Südosteuropas sowie Slavistik an der Ludwig-Maximilians-Universität München und der Technischen Universität Dresden (Magister). Zwischenzeitlich arbeitete er für eine deutsche Unternehmensberatung. 2006 wurde er an der TU Dresden mit der Dissertation über Friedrich Georg Jünger und der „radikale Geist“. Eine Fallstudie zum literarischen Radikalismus der Zwischenkriegszeit zum Dr. phil. promoviert. Er habilitierte sich ebendort 2011 und lehrt seither als Privatdozent, seit 2017 als außerplanmäßiger Professor für Neuere deutsche Literatur und Kulturgeschichte am Institut für Germanistik der Technischen Universität Dresden. Von 2013 bis Oktober 2018 amtierte er als stellvertretender Direktor des MitteleuropaZentrums für Staats-, Wirtschafts- und Kulturwissenschaften in Dresden.
Er hat insbesondere zu den Brüdern Friedrich Georg und Ernst Jünger sowie zu anderen Autoren der sogenannten Konservativen Revolution publiziert, zur Verarbeitung des Ersten Weltkriegs in der Literatur der Zwischenkriegszeit sowie zu Themen der Literatur- und Filmgeschichte vom Barock bis zur Gegenwart, jüngst besonders zu Science-Fiction. Internationale Projektkooperationen und Gastdozenturen führten ihn u. a. nach Sofia, Olomouc, Wrocław, Neapel, Odessa, Chongqing, Nairobi, Beirut, Tlemcen, Gabès, Duschanbe und Moskau. In Zusammenarbeit mit dem DAAD oblag Ulrich Fröschle in den Jahren 2007 bis 2018 die Betreuung von Stipendiaten aus Togo, Litauen, Kenia und Tadschikistan sowie von zwei Doktoranden aus Tschechien, im Rahmen von Erasmus Mundus betreute er je einen Habilitanden aus Russland bzw. Polen.
Aufmerksamkeit erlangte Fröschle auch durch seine Nähe zu Personen der Neuen Rechten. Bereits 2018 hatte er in einem Interview mit einem seiner ehemaligen Studenten für das Dresdner Kulturmagazin erklärt, den rechtsextremen Verleger Götz Kubitschek zu kennen und für „einen integren Mann“ zu halten. Ebenfalls betonte er seinen Respekt für die umstrittene Publizistin Vera Lengsfeld.
Seit spätestens Oktober 2024 ist er als Mitarbeiter des AfD-Vorsitzenden Tino Chrupalla tätig.

## Rezeption
In einer Buchrezension zu Fröschles Monografie Friedrich Georg Jünger und der „radikale Geist“ (2008) in der Neuen Zürcher Zeitung (NZZ) attestierte ihm der Soziologe Stefan Breuer eine „Verankerung im Milieu der neuen Rechten“. Breuer führte aus: „Man kann dem Autor […] bescheinigen, dass er über ein hohes Mass an Sachkenntnis und über argumentatives Niveau verfügt – und muss doch zugleich bemängeln, dass es ihm offensichtlich nicht gelungen ist, seinen Stoff in einer Weise zu organisieren, die ein faires Urteil über Friedrich Georg Jünger erlaubt.“
Der Philosoph Thomas Meyer rezensierte für H-Soz-u-Kult das Buch dagegen als herausragende Leistung: „Ulrich Fröschles Studie zu Friedrich Georg Jünger lässt sich, sieht man von Daniel Morats Buch aus dem Jahr 2007 einmal ab, wenig zur Seite stellen. Die Arbeiten des Dresdner Literaturwissenschaftlers zu den Brüdern Jünger sind nicht nur in Bezug auf den Untersuchungsgegenstand früheren Darstellungen weit überlegen, sondern sie stellen auch für die ideengeschichtliche Aufarbeitung der deutschen Historie seit 1914 neue Maßstäbe auf“. Anders als Breuer machte Meyer auch auf eine „‚liberale‘ Sicht Fröschles“ aufmerksam.
Fröschle war einer der Erst- bzw. Mitunterzeichner der Gemeinsamen Erklärung 2018; seine Position hat er in einem Interview des Dresdner Kulturmagazins erläutert.

## Schriften

### Monographien
- mit Werner Geiger und Leonhard Weck: Die KVP-Studie. Eine Studie der Agamus Consult Unternehmensberatung im Auftrag von Otto Wolff von Amerongen. Agamus Consult, Starnberg 1996, ISBN 978-3-934002-10-4.
- Friedrich Georg Jünger (1898–1977). Kommentiertes Verzeichnis seiner Schriften (= Verzeichnisse, Berichte, Informationen; 25). Deutsche Schillergesellschaft, Marbach am Neckar 1998, ISBN 3-929146-88-6.
- Friedrich Georg Jünger und der „radikale Geist“. Eine Fallstudie zum literarischen Radikalismus der Zwischenkriegszeit (= Kulturstudien; 6). Thelem, Dresden 2008, ISBN 978-3-939888-16-1. (= Dissertation, TU Dresden, 2006)
- mit Thomas Kuzias: Alfred Baeumler und Ernst Jünger. Mit einem Anhang der überlieferten Korrespondenz und weiterem Material. Thelem, Dresden 2008, ISBN 978-3-939888-01-7.

### Herausgeberschaften
- mit Markus Josef Klein, Michael Paulwitz: Der andere Mohler. Lesebuch für einen Selbstdenker. Armin Mohler zum 75 Geburtstag. San Casciano Verlag, Limburg an der Lahn 1995, ISBN 3-928906-08-9 (Inhaltsverzeichnis, PDF)
- mit Volker Haase: Friedrich Georg Jünger. „Inmitten dieser Welt der Zerstörung“. Briefwechsel mit Rudolf Schlichter, Ernst Niekisch und Gerhard Nebel. Klett-Cotta, Stuttgart 2001, ISBN 3-608-93163-5.
- mit Michael Neumann: Ernst Jünger, Gerhard Nebel. Briefe (1938–1974). Klett-Cotta, Stuttgart 2003, ISBN 3-608-93626-2.
- mit Frank Almai: Deutsche in Ungarn – Ungarn und Deutsche. Interdisziplinäre Zugänge (= Mitteleuropa-Studien; 6). Thelem, Dresden 2004, ISBN 978-3-935712-07-1.
- mit Frank Almai: Literatur im Kontext. Kunst und Medien, Religion und Politik. Walter Schmitz zum 60. Geburtstag. Thelem, Dresden 2014, ISBN 978-3-945363-15-7.
- mit Giusi Zanasi: Grenzrisiken? Europäische ‚Grenzräume‘ als dynamische Semiosphären (= Kulturstudien; 11). Thelem, Dresden 2016, ISBN 978-3-945363-33-1.

### Aufsätze
- La Grande Guerre: point de départ de la création littéraire et de l'analyse politique de F.G. Jünger. In: Les Carnets: Revue du Centre de Recherche et de Documentation Ernst Jünger, 1999, Nr. 4, S. 71–85.
- mit Helmut Mottel: Medientheoretische und mentalitätengeschichtliche Probleme filmhistorischer Untersuchungen. Fallbeispiel: »Apocalypse Now« in Chiari, Rogg und Schmidt (Hg.): Krieg und Militär im Film des 20. Jahrhunderts. Herausgegeben im Auftrag des Militärgeschichtlichen Forschungsamtes. Oldenbourg, München 2003, ISBN 978-3-486-56716-8
- Verschwiegene Lektüren. Friedrich Georg Jünger und Martin Heidegger. In: Tumult. Schriften zur Verkehrswissenschaft, Bd. 33, 2008, S. 130–136.
- [mit Helmut Mottel]: »'S ist Krieg, 's ist Krieg« – Krieg im westdeutschen Kriegsfilm der 1950er Jahre. In: Knut Hickethier & Harro Segeberg (Hrsg.): Mediale Mobilmachung, Teil III: Das Kino der Bundesrepublik Deutschland (1950-1962). München 2008, Fink, S. 367–404.
- »Niemals wieder im preußischen Takt«: sächsisch-preußische Literaturkonstellationen. In: Dresdner Hefte, 30. Jahrg., 2012, Heft 111, S. 42–49.
- Laudatio anlässlich der Verleihung des Kunstpreises der Großen Kreisstadt Radebeul an den Autor Jörg Bernig: gekürzte Fassung. In: Vorschau & Rückblick: Monatsheft für Radebeul und Umgebung, 2013, Heft 11, S. 4–7.
- Niemandszeiten, Niemandssöhne - Niemandsland: Zur Anamnese und Neuvermessung des Vertreibungskomplexes in der deutschen Literatur der Gegenwart. In: Frank Almai/Ulrich Fröschle (Hg.): Literatur im Kontext: Kunst und Medien, Religion und Politik. Festschrift für Walter Schmitz. Thelem, Dresden 2015, S. 583–605.
- Ein Denker der Abweichung. Zu Ernst Jüngers Der Waldgang. in Tumult. Vierteljahresschrift für Konsensstörung. Winter 2015/16
- Grenzrisiken? Grenzräume als dynamische Semiosphären. In: U. Fröschle/G. Zanasi (Hrsg.): Grenzrisiken? Europäische ‚Grenzräume‘ als dynamische Semiosphären. TUDpress/Thelem Universitätsverlag, Dresden 2016, S. IX–XXII.
- Max Bense zum Beispiel. Zur Essaykultur und Essaytheorie in der frühen Bundesrepublik. In: Michael Ansel, Jürgen Egyptien, Hans-Edwin Friedrich (Hrsg.): Der Essay als Universalgattung des Zeitalters. Diskurse, Themen und Positionen zwischen Jahrhundertwende und Nachkriegszeit. Leiden/Boston 2016, Brill (Amsterdamer Beiträge zur neueren Germanistik; 88), S. 386–405.
- »Russe oder Deutscher« – Rap als Medium russisch-deutscher ›imagined communities‹?. In: S. Walter/K. Joachim/K.-M. Kocyba (Hrsg.): Wer ist Deutschland? Aspekte der Migration in Politik, Wirtschaft, Gesellschaft und Kultur. TUDpress/Thelem Universitätsverlag, Dresden 2017, S. 269–282.
- Анкета: Науки о литературе и/или о культуре: немецкий кейс: (Лариса Полубояринова, Вера Котелевская, Ульрих Фрёшле, Альбрехт Кошорке, Дорис Бахманн-Медик - составитель и пер. с нем. Сергей Ташкенов). In: Novoe literaturnoe obozrenie 178. Jahrgang, 2022, Heft 6, S. 416–434.
- В поисках центра: апории Бога на протезах (In search of a center: Aporias of the prosthetic God)(russ.). In: Vestnik Sankt-Peterburgskogo Universiteta, Yazyk i Literatura. 20. Jahrg., 2023, Heft 3, S. 591–608.doi:10.21638/spbu09.2023.312
- Heimat und Heimatlosigkeit. In: Jörg Bernig (Hrsg.): Langsame Ankunft: Sechs Essays und ein Gespräch über Beheimatung. Leipziger Universitätsverlag, Leipzig 2023, S. 67–78.
- Strategische Phantasie: Science-Fiction und militärische Planspiele. In:  M. Mackasare (Hrsg.): Zukunftswissen: Potenziale prospektiver Erkenntnis am Beispiel der Energiewirtschaft. J. B. Metzler’sche Verlagsbuchhandlung & Carl Ernst Poeschel GmbH, Stuttgart 2023, S. 271–290, ISBN 978-3-662-66755-2.